# GGSE 2
GGSE 2 (ang. Gravity Gradient Stabilization Experiment) – amerykański wojskowy satelita technologiczny. Służył do badań związanych ze stabilizowaniem statków kosmicznych. Efekty badań zostały zastosowane w satelitach rozpoznawczych NOSS/Whitecloud.
Wysłany wraz z GGSE 3. Statek pozostaje na orbicie okołoziemskiej, której trwałość szacuje się na 500 lat.